# Hypena subapicalis
Hypena subapicalis är en fjärilsart som beskrevs av Walker 1866. Hypena subapicalis ingår i släktet Hypena och familjen nattflyn. Inga underarter finns listade i Catalogue of Life.